# Quintette à cordes opus 11 no 5 de Luigi Boccherini
Le quintette à cordes avec deux violoncelles en mi majeur opus 11 no 5 (G.275) de Luigi Boccherini est une des compositions les plus célèbres du compositeur en partie due à son troisième mouvement, le « menuet de Boccherini ». Daté de 1771, ce quintette fait partie intégrante du recueil des six quintettes opus 11 (G.271-276) dédié à don Luis, prince de la maison de Bourbon et publié à Paris par Venier en janvier 1775.

## Structure et analyse
Quintette à cordes en mi majeur opus 11 no 5 (G.275)
1. Amoroso- Allegro giusto 3/8, mi majeur
2. Allegro e con spirito, 4/4, mi majeur
3. Minuetto/Trio, 3/4, la majeur/ré majeur
4. Rondeau , 2/4, mi majeur

Sa durée d'exécution est d'environ 20 minutes.

## Le menuet
Début du Menuet selon une transcription pour clavier

## Discographie
- Quintettes G.275 et G.453 - Quatuor Danubius, Zoltan Tokos, guitare (1994, Naxos)
- Quintettes à cordes avec deux violoncelles, op. 25 nos 1, 4 & 6 et extrait op. 11 no 5 Menuet - Europa Galante, dir. Fabio Biondi (5-8 décembre 1999, Virgin 5 45421 2) (OCLC 47122898)
- Quintettes opus 11 - Magnifica comunità (mai 2005, 2CD Brilliant Classics 92889) (OCLC 69018722)

## Cinéma et télévision
Sauf indication contraire, les informations mentionnées dans cette section peuvent être confirmées par le générique de fin de l'œuvre audiovisuelle présentée ici, ainsi que par la base de données cinématographiques IMDb,  présente dans la section « Liens externes ».

### Au cinéma
- Le menuet apparaît dans une douzaine de films entre 1933 et 1942, plutôt comme ameublement, pour évoquer la « haute société » et le bon-genre d'une soirée, avant de tenir dans The Ladykillers en 1955, un rôle musical à part entière. Ensuite il est cité dans une multitude de films ou téléfilms[w 1] reprenant son caractère évocateur d'un monde d'ancien-régime, ou illustrant une scène et/ou un lieu luxueux :
  - Grande Dame d'un jour (Lady for a Day) de Frank Capra (1933)
  - Le Dictateur (The Great Dictator) de Charles Chaplin (1940).
  - La Splendeur des Amberson (The Magnificent Ambersons) d'Orson Welles (1942).
  - Tueurs de dames (The Ladykillers), un film d'Alexander Mackendrick (1955).
  - Milliardaire pour un jour (Pocketful of Miracles) de Frank Capra (1961), remake du film de 1933.
  - Guerre et Amour (Love and Death) de Woody Allen (1975).
  - Les Frères Grimm (The Brothers Grimm) de Terry Gilliam (2005).
  - L'Art de la fugue de Brice Cauvin (2015).
  - Demain tout commence d'Hugo Gélin (2016).
  - Monsieur et Madame Adelman de Nicolas Bedos (2017).
  - Sans Filtre (Triangle of Sadness) de Ruben Östlund (2022).

### À la télévision
- Années 1990 : Nous Ç Nous - épisodes Ça Gave : chez Eddie Barclay et chez la Famille Bourbon de la Crémaillère  (présenté par Jean Dujardin)

## Pour approfondir